# انتشار نوآوری
انتشار نوآوری نظریه‌ای است که به چگونگی و چرایی پخش شدن یک ایدهٔ نو در سازمان‌ها و شبکه‌های اجتماعی و فرهنگ می‌پردازد. این انتشار فرایندی است که یک نوآوری در طول زمان و با استفاده از کانال‌های مشخص بین اعضای یک نظام اجتماعی پخش می‌شود.
مدل انتشار نوآوری (DOI یا IDT)
نام دیگر این مدل، IDT است. این مدل توسط Rogers در سال ۱۹۹۵به‌وجود آمد. در این نظریه، پذیرش نوآوری به صورت یک فرایند جمع‌آوری اطلاعات و کاهش عدم اطمینان با نگاه به سمت ارزیابی فناوری مدل می‌شود. تصمیم فرد برای اینکه از یک فناوری استفاده کند براساس دریافت‌های فرد از تکنولوژی مثل مزیت نسبی، سازگاری، پیچیدگی، قابلیت آزمون‌پذیری و مشاهده‌پذیری است. (Chen et al 2006)